# 熊井幹
熊井 幹（くまい もとき）は、NHKのアナウンサー。

## 略歴
湘南工科大学附属高等学校卒業後、日本大学法学部に進学。初任地は松山放送局。

## 嗜好・挿話
- 趣味は、温泉、ドライブ、サイクリング、甘いものを食べること
- 高校時代は、野球部に所属していた。
- 2023年6月5日に、ラジオで初鳴きをした。
- 愛媛県が初の一人暮らしの場所で自炊に励んでいる[2]。

## 現在の担当番組
- こうちいちばん（金曜メインキャスター：2025年4月18日 - ）（和田穂佳と2週交代で担当）
- 高知県のニュース・中継・リポート

## 過去の担当番組
松山放送局時代（2023年度）
- さいたま～ず[3]
- どーも、NHK（2023年5月28日、新人お披露目）
- IP中継訓練[4]
- Nコン愛媛ブロック・四国ブロック司会[5][6]
- 愛媛県・四国地方のニュース
- おはよう四国
- ひめポン!645
- ひめポン!845
- ホッと!四国（パーソナリティとして不定期出演）

高知放送局時代（2024年度 - ）